# تپه گورستان حسن قشلاق ۲
تپه قبرستان حسن قشلاق ۲ مربوط به دوران‌های تاریخی پس از اسلام است و در شهرستان بوئین‌زهرا، بخش آوج، روستای محمودآباد واقع شده و این اثر در تاریخ ۱۱ شهریور ۱۳۸۲ با شمارهٔ ثبت ۹۷۸۹ به‌عنوان یکی از آثار ملی ایران به ثبت رسیده است.